# Barrage de Rocky Reach

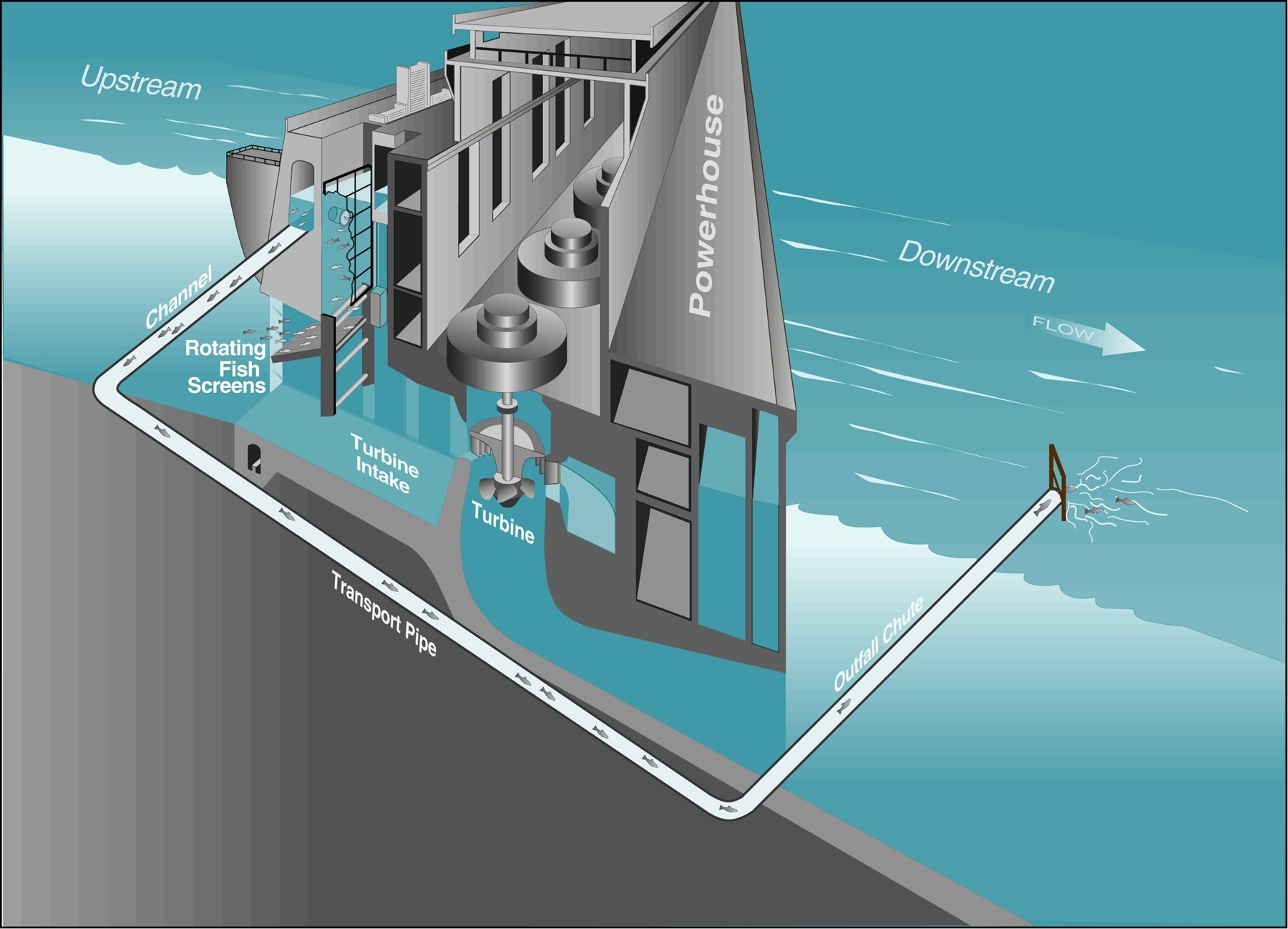
Schéma d'une passe à poisson (Corps des ingénieurs de l'armée américaine)

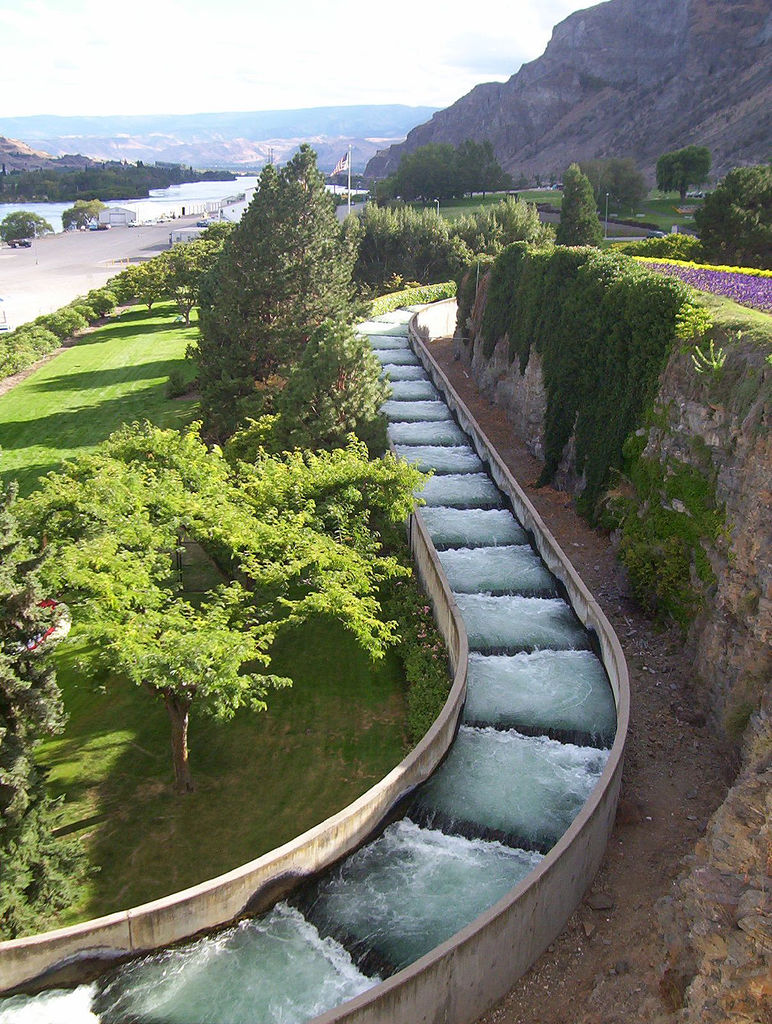
Passe à poisson pour les saumons en aval du barrage

Le barrage de Rocky Reach est un barrage hydroélectrique au fil de l'eau situé dans l'État américain de Washington, détenu et exploité par le Chelan County Public Utility District . Il est équipé de 11 générateurs d'une puissance totale de 1 300 MW. Le projet est situé sur le fleuve Columbia, dans le centre-nord de l'État de Washington, à environ 11 km en amont de la ville de Wenatchee. Le barrage est situé à 761 km en amont de l'embouchure du Columbia. Le lac de barrage créé est le lac Entiat. Le projet fournit de l’énergie à plus de 7 millions de personnes dans le nord-ouest du Pacifique.
Rocky Reach est reconnu à l'échelle nationale pour ses efforts en matière de protection de l'environnement. Un système de passe à poisson pour les juvéniles, le premier du genre, a été achevé en 2003 pour aider les jeunes saumons et truites arc-en-ciel à rejoindre l'océan. Une importante modernisation de la centrale électrique a débuté en 1995 et comprend de nouvelles turbines plus respectueuses des espèces. Les améliorations apportées aux turbines et aux générateurs visent également à améliorer l’efficacité et la fiabilité de l'ouvrage.

## Tourisme
Le projet est situé sur le fleuve Columbia, sur l'autoroute 97A, à 11,3 km au nord de Wenatchee. Le centre d'accueil des visiteurs présente des films décrivant le fleuve Columbia. L'exposition « Regardez un saumon dans les yeux » ("Look a Salmon in the Eye" ) est une salle d'observation des poissons,. La Powerhouse comprend des expositions au quatrième étage. Le barrage de Rocky Reach se trouve près du parc d'État de Lincoln Rock, un peu en amont. Le barrage de Rocky Reach a été présenté dans un épisode de Dirty Jobs sur Discovery Channel, animé par Mike Rowe.

## Historique
En 1934, le Corps des ingénieurs de l'armée américaine signale pour la première fois le potentiel hydroélectrique de ce site. Dans les années 1950, des études sont menées par le Public Utility District du comté de Chelan. Le site actuel est situé environ 1 mille en aval du site étudié, en raison de meilleures conditions pour les fondations. Un permis préliminaire est délivré en 1954. En 1956, la construction de la centrale et des sept premiers groupes électrogènes commence. Quatre autres générateurs sont installés à partir de 1969, augmentant la capacité nominale à 1 287 mégawatts. Le coût initial du projet était de 273,1 millions de dollars américains, financé par des obligations vendues par le P.U.D. Le coût du projet comprend la relocalisation des autoroutes et de la voie ferrée, l’acquisition de terrains et la relocalisation de la ville d’ Entiat. Le remboursement des obligations s'est fait grâce aux revenus des contrats de vente à long terme entre le district des services publics du comté de Chelan et les clients industriels et de distribution locaux. La concession a été renouvelée jusqu'en 2052.
La centrale électrique dispose de sept générateurs Westinghouse et de quatre générateurs Allis-Chalmers. Les turbines sont de type Kaplan à pales réglables pour permettre une production efficace d'énergie à différents niveaux d'eau. L'eau s'écoule dans chacune des sept premières turbines à un débit de 530 mètres cubes par seconde et 660 mètres cubes par seconde dans chacune des quatre turbines restantes.

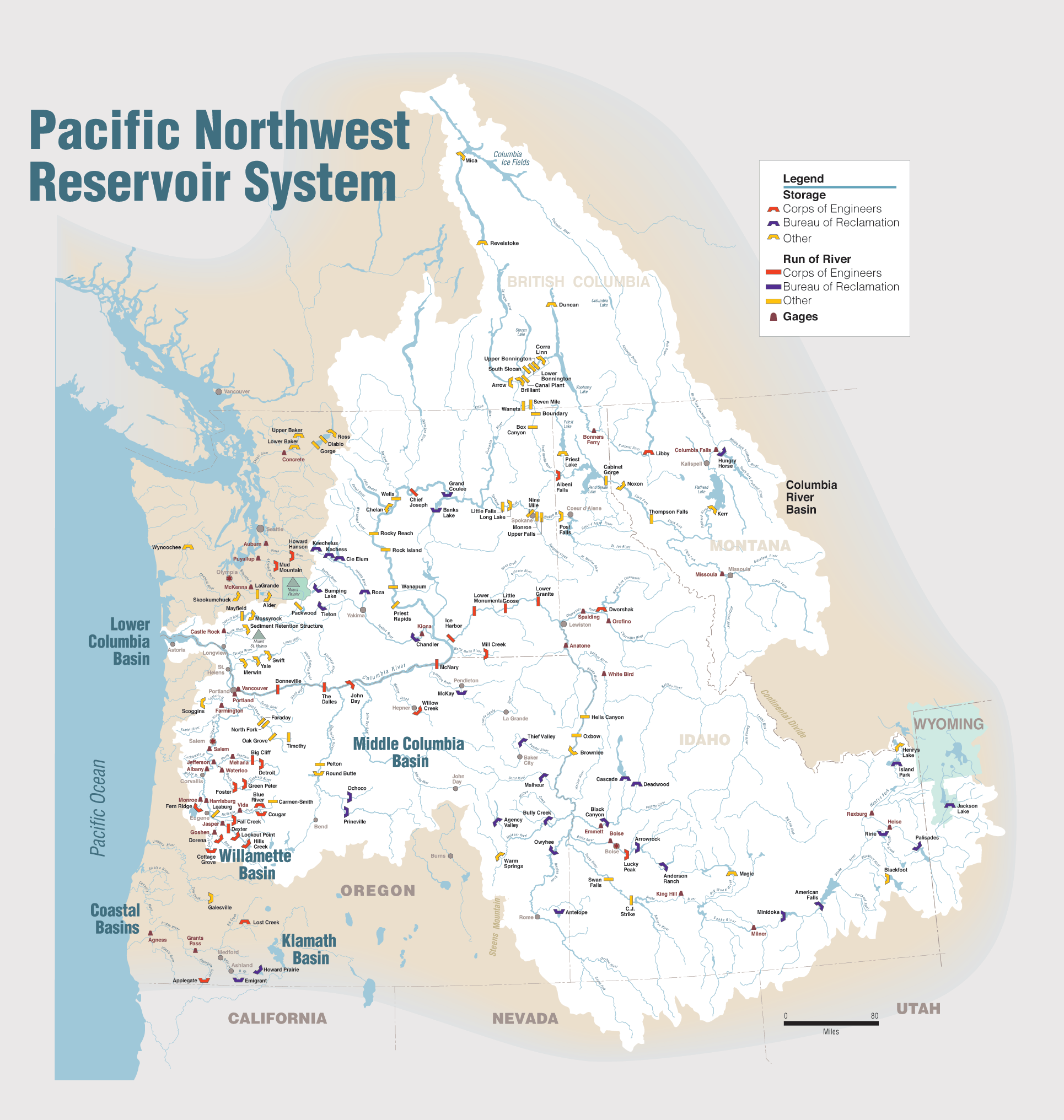
Bassin du fleuve Columbia